# Габревци
Габревци (мкд. Габревци) су насеље у Северној Македонији, у југоисточном делу државе. Габревци је у саставу општине Конче.

## Географија
Габревци су смештени у југоисточном делу Северне Македоније. Од најближег града, Радовишта, насеље је удаљено 15 km југозападно.
Насеље Габревци се налази у историјској области Лукавица. Насеље је положено у долини реке Криве Лукавице, на приближно 500 метара. Долина је затворена планинама, па се западно од насеља издиже Конечка планина, ка југу Градешка планина, а ка истоку Смрдеш. Поред села је Мантово језеро.
Месна клима је континентална, са утицајем Егејског мора (жарка лета).

## Становништво
Габревци су према последњем попису из 2002. године имали 355 становника.
Претежно становништво су етнички Македонци (100%).
Већинска вероисповест месног становништва је православље.